# Wilczy Las
Wilczy Las est une localité polonaise de la gmina de Warta Bolesławiecka, située dans le powiat de Bolesławiec en voïvodie de Basse-Silésie.